# Per Sørensen
Per Sørensen (Randers, 24 settembre 1913 – Berlino, 24 aprile 1945) è stato un militare danese che ha prestato servizio nel Reggimento Danmark all'interno delle Waffen-SS.
Quando il “Corpo volontari Danmark” venne istituito nel luglio 1941, Sorensen entrò nelle Waffen-SS. Essendo un tenente effettivo nell'esercito danese si presenta volontario assieme ad altri soldati quando il nuovo governo, formato in seguito all'invasione tedesca dell'aprile del 1940, diede la possibilità agli ufficiali di tornare a combattere.
Sørensen partecipa, nelle file del “Corpo volontari Danmark” (poi inquadrato nella SS-Panzergrenadier Division “Nordland”), ai combattimenti sul fronte orientale, in particolare nelle battaglie di Demjansk e di Welikije Luki, dove, secondo testimonianze, nonostante fosse ferito, si rifiutò di essere ricoverato in ospedale fino a che l'attacco russo non venne respinto.
Quando il “Corpo volontari Danmark” diventò “Reggimento Danmark”, Per Sorensen rimase attivo nel gruppo e vi combatté fino alla sua morte a Berlino. Durante la guerra, Per Sorensen venne ferito 7 volte.
Sørensen venne insignito della Croce di ferro di prima classe nell'ottobre del 1944. Due mesi più tardi egli fu menzionato nel bollettino d'onore della Wehrmacht.
Combattendo sempre in prima linea con i suoi soldati, partecipò a tutte le battaglie lungo la ritirata tedesca sul fronte baltico, da Narva a Riga, dalla Curlandia alla Pomerania, fino all'ultima resistenza nella capitale stessa del Reich, Berlino. Qui, mentre la guerra volgeva al termine, venne ucciso da un cecchino durante i combattimenti casa per casa per il controllo della città. A quel tempo era comandante del SS-Panzergrenadier-Regiment 24 "Danmark" all'interno dell'11° SS-Panzergrenadier-Division "Nordland", e finì per essere l'ultimo comandante del reggimento danese. Nella ressa della battaglia, i suoi uomini riuscirono a portare via il corpo e a dargli sepoltura nel cimitero di Plotzensee.*
<<Il camion con la salma arriva. Otto telegrafisti e il vecchio 'Stuscha' Hermann. La bara viene deposta al suolo e la breve cerimonia comincia. I due ufficiali Danesi tentano di dominare la loro commozione e fanno segno a 'Stuscha' Hermann, che si appressa alla fossa aperta: "Noi stiamo qui, davanti ad una tomba, e prendiamo congedo da un valoroso camerata danese, che si è distinto come esemplare ufficiale e comandante del reggimento 'Danmark': Per Sorensen! in quest'ora, io devo esprimerti il ringraziamento del mio popolo, accanto al quale hai fedelmente combattuto con tanti altri camerati danesi. Possa tu trovare pace in questo luogo, nel cuore sanguinante della nostra città!" Mentre Hermann parla, tutti i presenti hanno le lacrime agli occhi. Poi viene fatto segno di calare la bara. Tre salve echeggiano sulla fossa aperta. Una donna getta dentro dei fiori, ognuno degli uomini un pugno di terra. la canzone 'Ich hatte einen Kamerad' suggella la cerimonia funebre>> *